# Maia Challenger 1999
Il Maia Challenger 1999 è stato un torneo di tennis facente parte della categoria ATP Challenger Series nell'ambito dell'ATP Challenger Series 1999. Il torneo si è giocato a Maia in Portogallo dal 7 al 13 giugno 1999 su campi in terra rossa.

## Vincitori

### Singolare
Juan Carlos Ferrero ha battuto in finale  Mariano Hood con il punteggio di 6–3, 5–7, 6–3.

### Doppio
Mariano Hood /  Sebastián Prieto hanno battuto in finale  Emanuel Couto /  Bernardo Mota con il punteggio di 6–2, 6–0.